# Hydrotaea acuta
Hydrotaea acuta är en tvåvingeart som beskrevs av Stein 1898. Hydrotaea acuta ingår i släktet Hydrotaea och familjen husflugor. Inga underarter finns listade i Catalogue of Life.